# Vratský potok
Vratský potok je vodní tok ve Slavkovském lese a Sokolovské pánvi, pravostranný přítok Ohře v okrese Karlovy Vary v Karlovarském kraji. Délka toku měří 4,4 km. 
Plocha povodí činí 5,2 km².

## Průběh toku
Potok pramení u Olšových Vrat, místní části Karlových Varů u severovýchodního okraje Slavkovského lesa, přímo na hranici CHKO Slavkovský les.
Potok teče krátce západním směrem, pak již hlubokým údolím severním až severovýchodním směrem. Ještě předtím, než dospěje k Ohři, teče krátce v Sokolovské pánvi, okrsku Ostrovská pánev. Proti vodáckému tábořišti u cvičné vodácké peřeje Hubertus se vlévá zprava do Ohře.